# Історія Чилі
Істо́рія Чи́лі почалася із заселення регіону близько 13 тисяч років тому. У 16 столітті розпочалося завоювання і підкорення території сучасної Чилі іспанськими конкістадорами, у 19 столітті чилійський народ здобув незалежність від колоніальної влади. Значний вплив на розвиток Чилі до початку Другої світової війни мав видобуток селітри та міді. Багатство природних ресурсів значною мірою посприяло розвиткові економіки країни, однак також ставило в залежність від інших держав і часто призводило до воєн. Після столітнього керівництва християнсько-демократичного уряду в 1970 році до влади прийшов соціалістичний президент Сальвадор Альєнде. Проте путч Августо Піночета 11 вересня 1973 року встановив 17-річну диктатуру. В цей час здійснено ряд радикальних економічних реформ. З 1988 року в країні впевнено розвиваються демократичні тенденції розвитку.
До історії Чилі також включають історію острова Пасхи, що належить країні.

## Доколумбів період

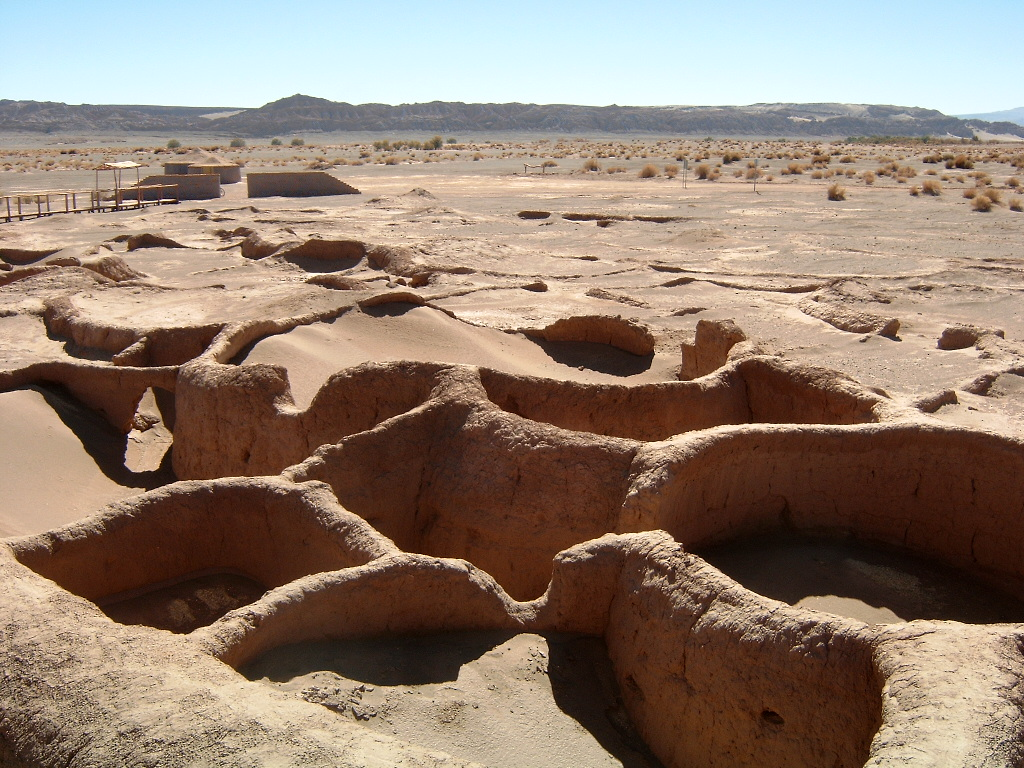
Залишки поселення Тулор (приблизно 800 рік до н. е.) біля Сан-Педро-де-Атакама, на півночі Чилі

Основна хвиля переселенців приблизно 10 тис. років до н. е. перетнула Берингову протоку й оселилася на прибережних плодючих землях центрального Чилі.:96 Переважно поширена теорія, що перші люди на континенті швидким темпами розселилися уздовж узбережжя Тихого океану з півночі на південь, аж до Вогняної Землі, що відбулося задовго до культури Кловіс, чи навіть транстихоокеанської міграції. Теорія була підкріплена знахідками на археологічному об'єкті в Монте-Верде, першим поселення людей в Америці. До найдавніших людських поселень на території Чилі належить також печера Мілодон і вулканічне поле Палі-Айк.
Першими поселенцями на території сучасної Чилі були племена індіанців-кочівників. Переселенці заселили родючі передгір'я Андів і оази пустелі Атаками. Вони сформували перші родові общини, а пізніше общинні землеволодіння.:8 Найдавнішою знахідкою є слід знайдений у Пілауко віком приблизно 15,6 тис. років тому, який належав 70 кг людині. Приблизно 7 тис. років до н. е. з'явилася одна з перших культур — чинчорро, представники якої першими у світі муміфікували померлих. Близько 6 тис. до н. е. відбулися кліматичні зміни. Через сильну посуху територія пустелі Атаками збільшилася, зникло багато видів рослин і тварин. Деякі палеоіндіанці пристосувалися до значно теплішого клімату, інші мігрували з півночі до узбережжя чи Центральної долини.:73:46
Доінковське населення на території сучасного Чилі населяли різноманітні культурні групи. На півночі оселилися народи чанго, атакаменьйо й аймара, які мешкали між річками Лаука і Копіапо. Приблизно 1000 років до н. е. їх завоювала імперія Тіаванако, яка була однією з високорозвинутих доінкових цивілізацій.:305 У напівпустельному регіоні Норте-Чико, у поперечних долинах жили діагіти. Ці народи займалися рибальством, землеробством, полюванням, ремеслом і торгівлею між собою. Центральні райони, між річкою Чоапа і островом Чилое, населяли мапуче (араукани) й пов'язані народи. Їх роздроблене суспільство було найчисельнішим. Вони займалися мисливством і збиранням, сільським господарством, виготовляли текстиль. Культурний вплив мапуче на регіон, відомий як арауканізація, продовжився й після прибуття іспанців. У південних районах мешкали численні племена мисливців і збирачів. Від фіорду Релонкаві в Андах поселилися чикілане і пойя, на острові Чилое жили чоно, Вогняну Землю заселяли алакалуфи, ягани, она (селькнамів) і ауш.:8, 9:20
Нинішня територія Чилі в доколоніальний період була найменш заселеною з усього американського континенту. Різні корінні народи переважно вели кочовий спосіб життя. Пізніше вони перейшли до осілого, збудували сільські присілки.:5 На культуру населення доколумбового Чилі найбільше вплинули інки.:316 За цей час на острові Пасхи формується полінезійська культура. Попри ізоляцію, рапануйці дуже розвинулися. Вони мали власну мову й систему письма, яка донині не збереглась. Також народ збудував скульптури, відомі як моаї. Однак, приблизно між VII і VIII ст. н. е. виникає криза, яка практично знищує цивілізацію.
У XV столітті розпочинається завоювання земель сучасної Чилі цивілізацією інків. 1471 року Тупак Юпанкі успадкував трон як 10-й сапа-інка. Він продовжив активну експансіоністську політику попередників трону.:364 Під час його правління війська інків перетнули Анди з півночі й сходу, завоювали північні й центральні землі корінних народів Чилі. Після приєднання земель племені пікунче, просування на південь зупинилося біля річки Мауле. Інки зіткнулися з масовим опором місцевих індіанських племен — мапуче.:365 Точна дата завоювання територій сучасного Чилі невідома. Більшість науковців визначають південний кордон імперії Тавантінсую десь між річками Майпо й Мауле.
Населення з кількох тисяч палеоінійців у VI тис. до н. е. зросло до 1,2 млн корінних жителів у XVI ст. н. е.:9 До іспанського завоювання найбільшу частку корінного населення Чилі становив народ мапуче, приблизно 750 тис. осіб.:157

## Конкіста і колонізація

### Завоювання Чилі

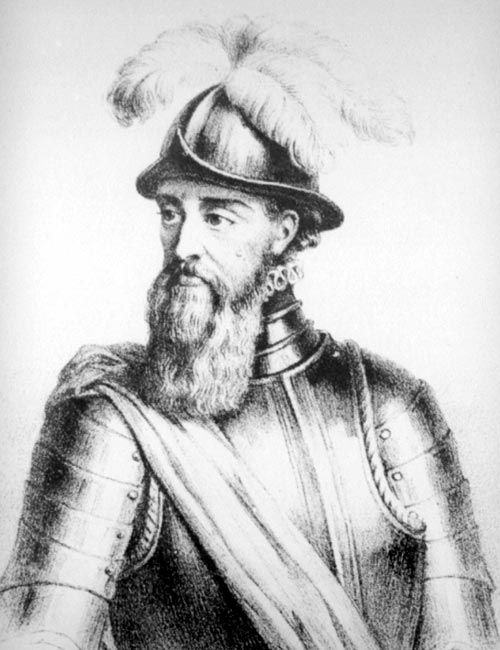
Франсиско Пісарро

Португальці Фернан Магеллан і Хуан Себастьян Елькано стали першим європейцями, що відкрили територію Чилі. Вони, за наказом Карла V, 1519 року вирушили у навколосвітнє мореплавання, щоб відкрити новий шлях до Ост-Індії. Через декілька місяців кораблі досягли берегів Бразилії й Аргентини. 1 листопада 1520 року мандрівники відкрили протоку, що з'єднувала Тихий і Атлантичний океани, яку пізніше назвали Магеллановою. У той же день Магеллан встановив на березі прапор і оголосив землю територією королівства Іспанії. Причалили неподалік від сучасного міста Пунта-Аренас. Місце, де висадився Магеллан, за декількома версіями називалося як «tchili», «chili», «tili». Звідси й пішла майбутня назва держави Чилі. Узимку команда Магеллана сконтактувала з народом теуелче Експедиція Магеллана просунулась лише до затоки Фортеск'ю.:262:33 Наступні експедиції 1526 і 1535 років не увінчалися успіхом через несприятливий клімат.
1533 року армія іспанських конкістадорів на чолі з Франсіско Пісарро заволоділа центральними містами держави інків на території нинішньої Перу. 1534 року Дієго де Альмагро отримав згоду на завоювання Чилі. Однак, він був незадоволений поділом території, унаслідок якого колишня столиця інків Куско відійшла до Пісарро. У пошуках ще золота й інших цінностей Дієго де Альмагро вирушив на південь. 1535 року його команда покинула Куско через гірський масив Анд. Дорогою вони зазнали багато втрат і зустріли в лісах ворожих туземців, переважно мапуче. Експедиція дійшла лише Копіапо. Дієго де Альмагро вирішив повернутися назад узбережжям, вважаючи цей шлях легшим. Однак, мандрівка через пустелю Атакама виявилась складнішим випробуванням. 1537 року він повернувся до Куско й окупував місто.:32:476

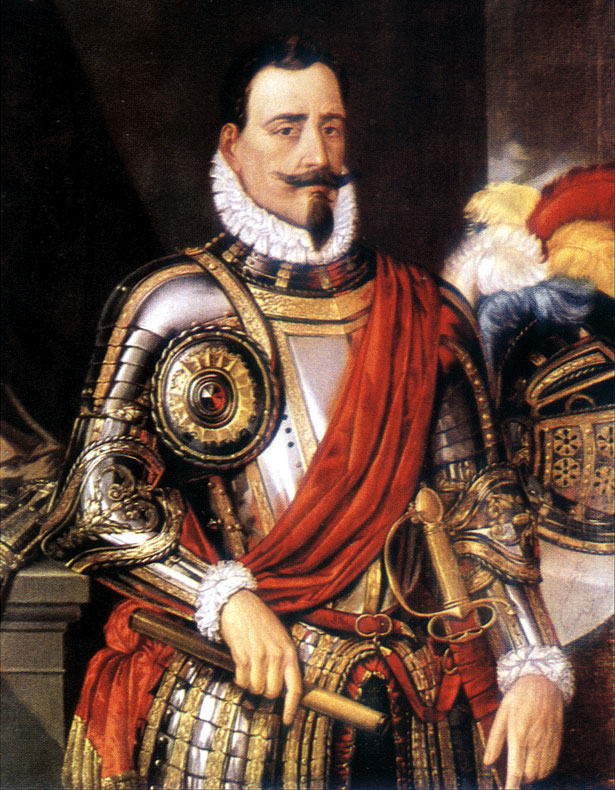
Педро де Вальдивія

1540 року другу експедицію організував Педро де Вальдивія, на яку Франсіско Пісарро не дав ні шеляга. Групою в 150 солдат і декілька тисяч перуанських американців він вирішив шляхом де Альмагра, але через пустелю Атакама. Через кілька місяців вони дісталися до Копіапо. 12 лютого 1541 року Педро де Вальдивія заснував місто Сантьяго де Нуева Екстемадура. Педро де Вальдивія успішно вів переговори з кількома племенами. Хоч туземці спочатку не ставилися вороже, але пізніше йому довелося зіткнутися із серйозним опором корінного населення мапуче на чолі з Мічімалонко. Індіанці 20-тисячною армією атакували Сантьяго. Конкістадорів врятувала лише винахідливість коханої Педро де Вальдивії — Інес де Суарес, яка запропонувала метати в ряди індіанського війська відрубані голови загиблих воїнів. Іспанці скористалися розгубленістю мапуче й змусили їх тікати. Після відбудови Сантьяго продовжив похід на південь. Засновано декілька поселень Ла-Серена, Вальпараїсо як невеликі укріплені поселення-форпости. До 1547 року Педро де Вальдивія підкорив землі до річки Мауле. 1549 року він отримав титул аделантадо й королівським наказом був офіційно призначений генерал-капітаном Чилі, який ще з 1542 року підподпорядковувався віцекоролю Перу:34:477

### Арауканська війна

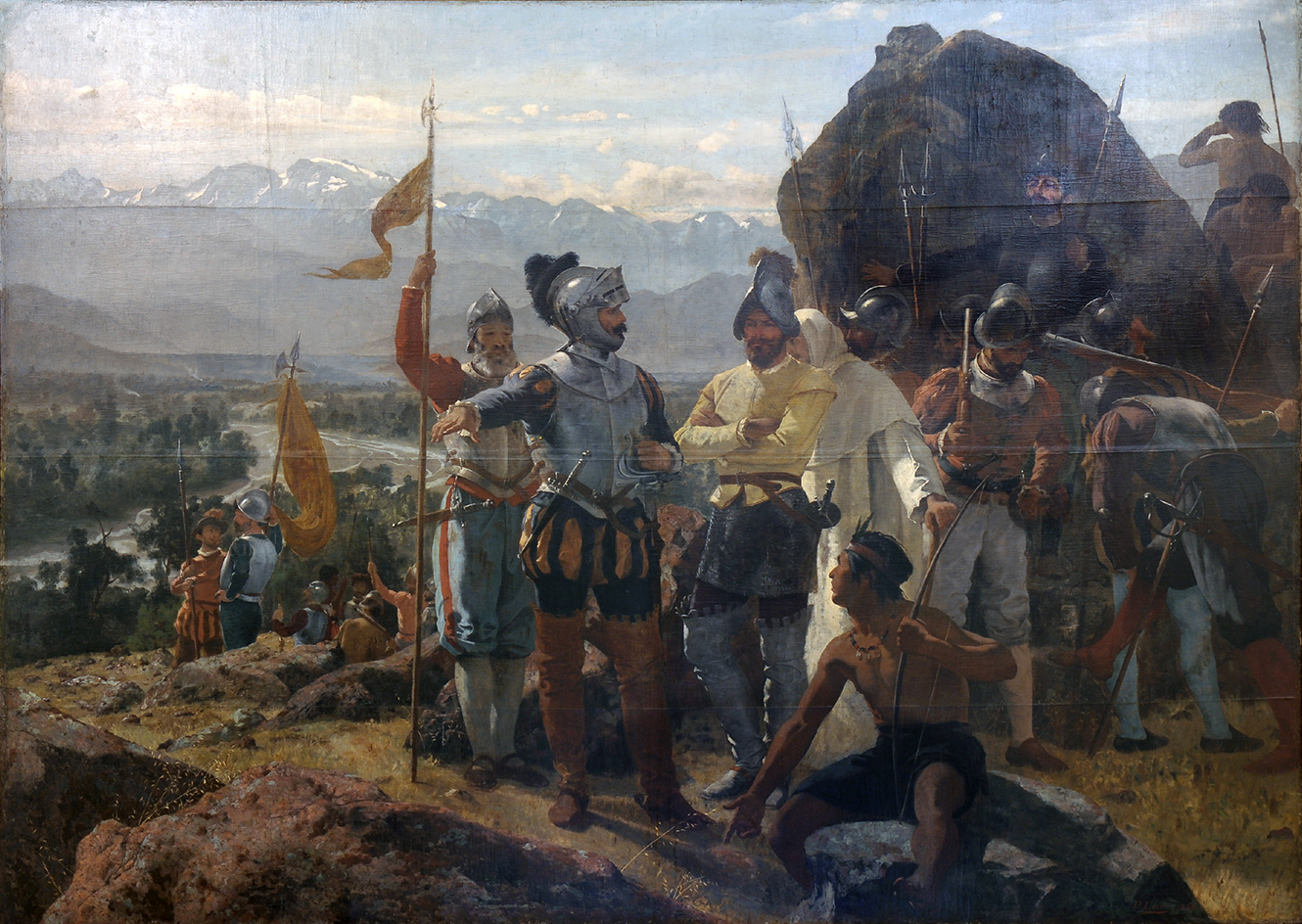
Заснування Сантьяго

Педро де Вальдивія продовжував завойовувати й розширювати іспанські володіння на південь. Його армії мапуче на чолі з Айнавілло чинили надзвичайно запеклий опір у битві при Пенко.:479 Після перемоги, 1550—1553 роках, заснував міста Консепсьйон, Ла-Імперіал, Вальдивія, Анголь. Восени 1553 року мапуче на чолі з Лаутаро й Кауполікан повстали й напали на гарнізон іспанців поблизу форту Тукапель. У бою був убитий Педро де Вальдивія. 26 лютого 1554 року війська на чолі з Франсиско де Вільягра були вщент розбиті мапуче в битві при Маріуенью. Після своєї перемоги араукани захопили й знищили Консепсьйон, а потім попрямували на Сантьяго. 1557 року новим губернатором Чилі став Гарсія Уртадо де Мендоса, який ще з більшою жорстокістю намагався підкорити індіанців. Однак, у 1557 році індіанці потерпали від спалаху тифу й голоду, що спричинила посуха.:40:480 Мапуче втратили перевагу над конкістадорами й у битві поблизу річки Матакіто 1 квітня 1557 року армія Педро де Вільягра розгромила їх і вбила Лаутаро. 1558 року в битві при Каньєте іспанці захопили в полон і вбили Кауполікана.:481 Саме тоді впроваджено закони «Tasa de Santillán», які регулювали відносини між конкістадорами і мапуче. Пізніше Гарсія Уртадо де Мендоса відбудував зруйновані міста, але повністю подолати опір корінних жителів не зміг.:49 Іспанському письменнику Алонсо де Ерсілья-і-Суньїга було доручено описати події арауканських війн 1557—1559 років. Однак, написана епопея «La Araucana» відрізнялася від того, що вимагав від нього губернатор. У поемі описувалася жорстокість і жадібність до золота й влади конкістадорів, і показувала мужність і хоробрість арауканського народу, який захищав свої землі від загарбників.
16 грудня 1575 року, під час губернаторства Родріго де Кірога, стався землетрус, який спустошив південну територію, зруйнував міста Ла-Імперіал, Вільяррика, Вальдивія та Кастро. За останніми дослідженнями, що спирались на описи явища та руйнувань, магнітуда природного лиха становила 8,5 за шкалою магнітуд поверхневих хвиль та більше 9 за шкалою MMS.
1597 році новим воєначальником араукуанів став Пелентаро. 23 грудня 1598 року, після перемоги індінців у битві при Куралабі, розпочалося велике повстання мапуче. Вони знищили сім іспанських міст. 1599 року, після захоплення міста Вальдивії, іспанці втратили контроль над регіоном Ла-Фронтера на кілька десятиліть. Губернатор Алонсо де Рібера та його армія були змушені відступити за річку Біо-Біо.:481

### Корсари

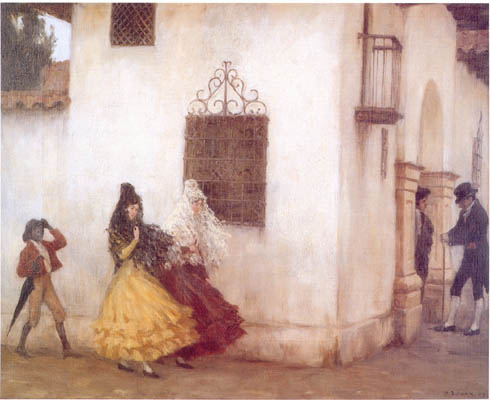
Чилійська вулиця протягом колоніального періоду

У часи арауканських війн ситуація між Англією й Іспанією погіршала, через це не заборонялося грабувати колоніальні поселення. Першим корсаром, який досяг Магелланової протоки став Френсіс Дрейк. Він у 1578 році за наказом англійської корони прибув до Чилі. Їх експедиція спочатку напала на місто Вальпараїсо, де захопив судно з цінним вантажем, а потім продовжила грабувати колонії на півночі. Перетнувши меридіан, 1580 року повернувся надзвичайно багатим. Через вісім років узбережжя Чилі грабував інший корсар — Томас Кавендіш. Однак, його експедицію відбили іспанці. У XVII—XVIII століття через війни з Голландією та Англією узбережжя Чилі не одноразова ставало об'єктом для нападів корсарів, які заохочувалися й фінансувалися. Найвідомішим були Бартолом'ю Шарп, Вільям Дампір, Генрік Браувер. До цього періоду належить відомий епізод, коли шотландського мореплавця Александера Селькіркі у 1704 році пірати висадили на один з островів архіпелагу Хуана Фернандеса, де він прожив 4 роки. Ця подія лягла в основу сюжету роману Даніеля Дефо «Пригоди Робінзона Крузо» 1719 року. Піратські набіги спричинили складні економічні наслідки для Чилі й Перу. Для протистояння їм навіть призупинялися військові операції проти арауканів:92-96

## Колоніальна Чилі
Через постійні війни, зменшення видобутку золота, утрату основних південних районів виник економічний крах і масовий голод. Ці проблеми зробили Чилі найбіднішою колонією в Іспанській імперії. Чилійська торгівля жорстко контролювалась з боку Перу. З 1600 років важливим для розвитку країни та торгівлі з Перу стало землеробство та скотарство. Остовна ж промислова діяльність була зосереджена в Сантьяго та його околицях. Більшість населення зосередилася в долині Аконкагуа та Центральній долині. Серед народу Чилі збільшувалася частка метисів. На кінець XVII століття їх становило 500 тис. осіб. Через освіту католицького духовенства посилювалися класові відмінності суспільства.:482:20
В Арауканії ситуація була сприятливішою. Індіанці швидко навчилися вирощувати пшеницю, ячмінь, коноплю і льон, у межиріччі Копіапо і Біо-Біо займалися виноградарством, з'явилося багатогалузеве скотарство, процвітало садівництво й океанічне приузбережне рибальство.:482 Через постійні війни з іспанцями, рабство, мілітаризацію населення, жорстоку політику, а також привезені з Європи хвороби, кількість населення індіанців до кінця XVII століття скоротилася на 40 %, приблизно з 1 млн до 250 тис. індійців.:25 До кінця XVIII століття населення зменшувалося повільніше й становило приблизно 150 тис. диких індіанців.:37
1567 року було створено першу королівську аудієнсію в Консепсьйоні, допоки місто не знищили мапуче. Це пов'язано із зацікавленням іспанської корони в регулюванні арауканської війни й торгових договорів з Індією. 1609 року влада перенесла аудієнцію до Сантьяго, де вона була однією з найважливіших колоніальних установ. З нею адвокати стали важливою соціальною групою, які виступали посередниками між креольською елітою й іспанською адміністрацією. 1647 року в Сантьяно стався сильний землетрус, який забрав декілька тисяч життів.
Після арауканських війн, 1609 року іспанців були змушені оголосити рабство мапуче незаконним, окрім військовополонених до 1683 року. Унаслідок спаду робочої сили, рабів привозили з Африки. Торгівля людьми процвітала аж до 1660 року, до Реставраційної війни. Работоргівлю в Чилі скасували лише 1853 року.
У 1612—1626 роках на чолі з Луїсом де Вальдивією тривала оборонна війна з арауканами, щоб добровільно хрестити їх і встановити мир.:60 Після перепочинку, іспанці відновили напади на землі мапуче. Однак, їх спроби були невдалими. 1641 року іспанці підписали Квіллінський мирний договір з арауканами, за яким кордон між державами проходив річкою Біо-Біо. Проте, колонізатори через кілька років порушили договір. Мапуче неодноразово повставали аж до мирної угоду 1692 року.:32:70
У період 1650—1800 років чилійський нижчий клас значно виріс. Влада посилила поселенську політику. Були засновані нові села й міста, а прилеглі землі розподілені для обробітку.:49 Поселенці найчастіше селилися в околицях старих міст (Ла-Серена, Вальпараїсо, Сантьяго-де-Чилі та Консепсьйон), де був більший ринок, ніж в нових містах. Власники асьєндів постачали продукцію лише на міжнародний ринок.:88
У часи колоніального Чилі, в 1608 році, на архіпелазі Чилое єзуїти проводили кругові місії, метою яких було поширення християнства серед корінних народів (індіанців) Південної Америки. До 1767 року місії проводилися єзуїтами, а після 1767 року, тобто після вигнання єзуїтів з Іспанської імперії, місії проводили францисканці.
1793 року для сполучення міста Вальдивії з архіпелагом Чилое було відкрито Королівську дорогу. Це пов'язано зі зміною поглядів іспанців-колоністів на архіпелаг та з побоюваннями того, що морська суперниця Іспанії, Велика Британія, може зайняти південні периферійні території Чилі.

## Незалежність

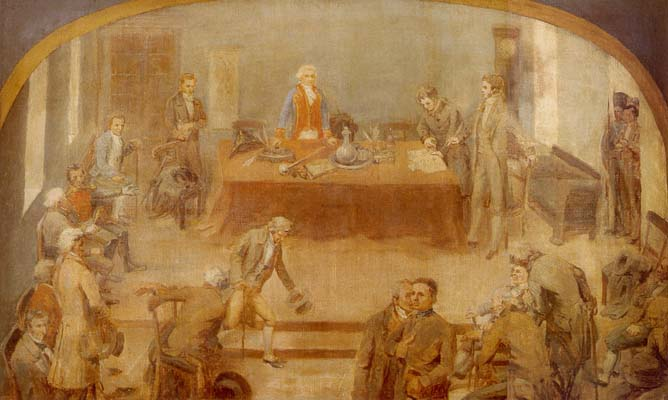
Перша хунта Чилі

Могутність колоніальної Іспанії значно послабилася в часи Наполеона Бонапарта, особливо після того, як він посадив на іспанський трон свого брата Жозефа. 18 вересня (національне свято країни) у Чилі була створена вірна королю хунта, що взяла на себе функцію сил спротиву і створила свою власну армію. Між роялістами та ліберальними патріотами, очолюваними Хосе Міґелем Каррера, відразу ж спалахнула громадянська війна. У 1812 року під керівництвом брата Каррери групою чилійців було розроблено конституцію Чилі, що проголошувала незалежність Чилі при формальному керівництві іспанської корони. 1813 року влада перейшла до рук головнокомандуючого патріотів Бернардо О'Гіґґінса.
Іспанські війська на чолі із генералом Маріано Осоріо у відповідь рушили на Вальдивію з метою знищити патріотів. У боротьбі за незалежність Чилі, як і загалом усіх південноамериканських країн, найбільш активну участь брали креоли. Індіанці загалом не брали участі у бойових діях або ж підтримували роялістські сили. 1 жовтня 1814 року чилійська армія визволення на чолі з Хосе Міґелем Каррера та Бернардо О'Хіґґінсом була переможена військами іспанців, через що її керівники були змушені втекти до Аргентини. Період 1814—1817 років в історії Чилі називається періодом реконкісти. За допомогою аргентинського революціонера Хосе де Сан-Мартіна чилійцям вдалося зібрати нову армію проти іспанців. Ця армія невдовзі перейшла Анди і 12 лютого 1817 року розбила армію іспанців у битві при Чакабуко.

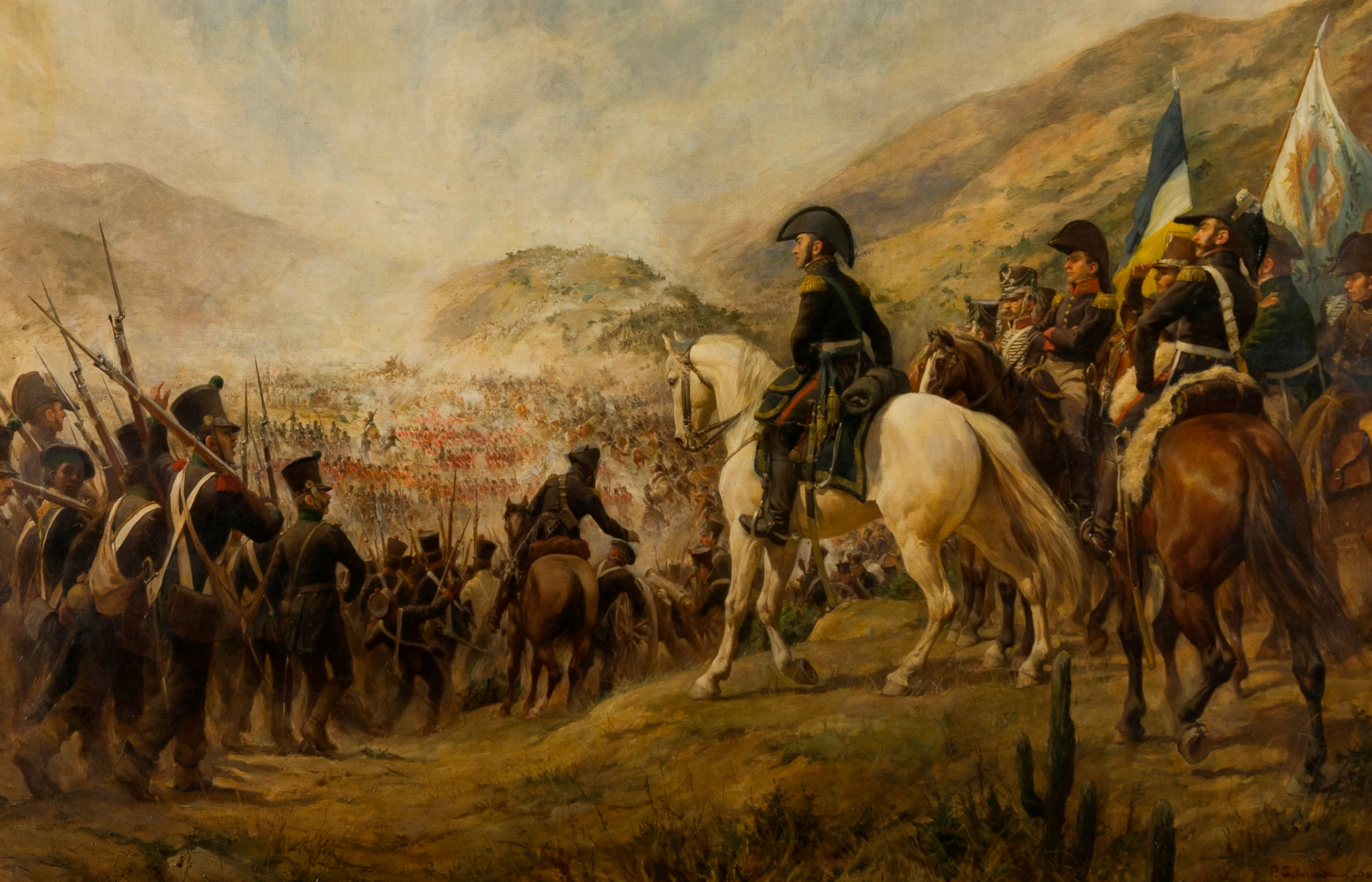
Битва при Чакабуко, 1817 рік.

12 лютого 1818 року Чилі було проголошено незалежною державою, а дещо пізніше, 5 квітня 1818 року патріоти здобули ще одну значну перемогу в битві при Майпу. В 1820 році чилійська флотилія на чолі з найнятим на службу британським адміралом Томасом Кокрейном захопила Вальдивію. Остаточну перемогу вдалося здобути лише 1826 року, коли була розбита втікаюча іспанська армія, яка знайшла собі притулок на острові Чилое. Проте конфлікт тривав і далі в формі громадянської війни між патріотами та монархістами аж до 1833 року.
О'Хіґґінс був обраний першим президентом Чилі. Згодом він зробив спробу здійснити цілу низку важливих соціальних реформ, але не здобув підтримки великих землевласників і був змушений покинути президентський пост у 1823 році. О'Хіґґінс помер в еміграції в Перу. Боротьбу за владу продовжили надалі ліберали та консерватори. Перемогу здобули противники реформ — консервативні багаті землевласники. 1833 року була прийнята президентська конституція, що вирізнялася своїм авторитарним характером і переважно мала такі положення, які задовольняли тодішнього лідера консерваторів Дієґо Порталеса Паласуелоса.

## Рання республіка

### Консервативна республіка

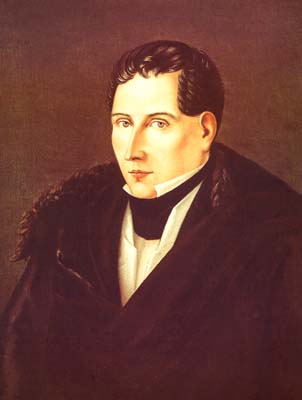
Дієґо Порталес Паласуелос

В період президентства Хосе Хоакіна Прієто в 1831—1841 роках основну владу в країні отримав віце-президент Порталес, який зумів затвердити конституцію 1833 року, що надавала президенту і віце-президенту виключні повноваження. З цією конституцією почалася доба авторитарної республіки, що тривала до громадянської війни 1891 року, перший період якої характеризувався правлінням консерваторів. В 1837 році Порталес був вбитий військовими заколотниками. В 1851 році було обрано нового президента Мануеля Монтта Торреса, який керував Чилі до 1861 року. В тому ж році в Чилі було створено Радикальну партію (Partido Radical).
Цей період відзначився культурним розвитком у країні: було введено шкільну систему, 1848 року засновано Чилійський університет, у 1888 — Католицький університет Понтіфісія.  Андрес Бельо розробив перший збірник громадських законів — Чилійський громадський кодекс, який вступив у дію 1 січня 1857 року. В 1853 році чилійська пошта почала використовувати поштові марки.
1836 року сталося об'єднання Болівії та Перу, що сприйнялося Чилі та Аргентиною як серйозна зовнішня загроза. Невдовзі виникла так звана Конфедеративна Перуансько-Болівійська війна, що тривала до 1839 року.
В умовах економічного піднесення вплив чилійських лібералів в політичному житті країни значно посилився. 1859 року в Капіапа і Чаньянчильйо розпочалася конституційна революція. Керівником шахт Емітеріо Гоенечеа була введена власна срібна валюта. У відповідь на це, Мануелем Монттом Торресом у регіон була направлена армія для придушення революції. 29 квітня 1859 року армійський корпус під керівництвом лейтенанта Сальвадора Уррутия розбив революційну армію на чолі з Педро Леоном неподалік від Ла-Серена.
Останні роки консервативної республіки характеризувалися конфліктом у правлячій верхівці Чилі, частково викликаним конфліктом з церквою («ризничним питанням»), що розкололо уряд Монтта та призвело до утворення опозиційної партії Ліберально-консервативного союзу (Fusión Liberal-Conservadora).

### Ліберальна республіка
Консервативна республіка закінчилася з обранням главою держави ліберала Хосе Хоакіна Переса в 1861 році. Першою проблемою, з якою довелося мати справу новому президенту, була Іспано-південноамериканська війна. Проте, війна не була тривалою, в морській битві при Папудо чилійці завдали поразки іспанському флоту, незабаром після того бойові дії припинилися.
Загалом Перес продовжив експансійну політику попереднього уряду, просуваючи чилійський вплив на південь, в Арауканію, і на північ, в пустелю Атакама.
При наступному президентові Федеріко Еррасурісі Саньярту, Ліберально-консервативний союз розпався, і місце правлячої партії посів союз лібералів з радикалами. При цьому були внесені поправки до конституції 1833 року, що знизили кворум в парламенті та надали більше повноважень Кабінету міністрів країни. Також в 1874 році була реформована судова система, зокрема суди отримали можливість розгляду церковних справ.

### Тихоокеанська війна

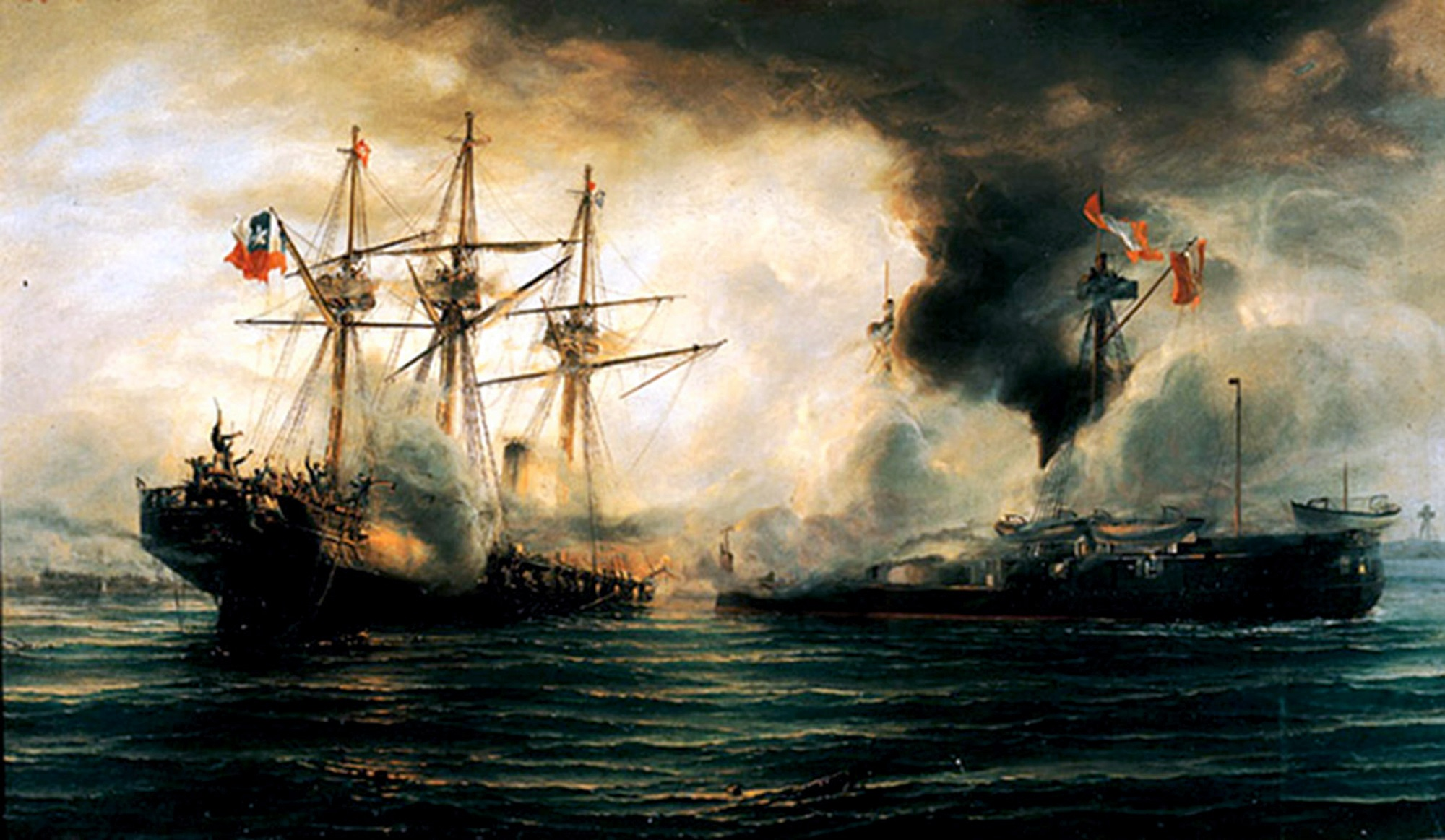
Битва при Ікіке між перуанським та чилійським флотами протягом Тихоокеанської війни

Тихоокеанська війна, яку вела Чилі в 1879 — 1883 роках проти Перу та Болівії, переважно йшла за контроль над містом Антофаґаста, яке нині є столицею чилійського регіону Антофаґаста. Головна боротьба тривала за великі поклади нітратів на цій території.
Чилійські підприємці розпочали тут видобування нітратів ще 1873 року, що і дало підставу утворенню таємного альянсу Перу та Болівії для того, щоб заволодіти чилійськими підприємствами. За договором 1874 року Чилі гарантувала Болівії контроль над спірними територіями, але при умові, що Чилійська компанія на 25 років звільняється від податків.
Проте попри домовленості, 1878 року президент Болівії Іларіон Даса ввів податки для підприємств, датуючи їх ще 1874 роком. Це було розцінено як провокація на інтервенцію, яка своєю чергою знищила би всі попередні домовленості щодо кордонів. Тихоокеанська війна закінчилася для Чилі значними територіальними здобутками — її володіння були розширені на північ. Між Чилі та Перу було підписано Анконський договір, за яким міста Арика і Такна залишалися тимчасово під чилійським контролем. Лише 1929 року місто Такна було передано Перу, а Арика до сьогодні належить Чилі. Болівія в результаті війни втратила вихід до Тихого океану, а також території пустелі Атакама. Проте болівійський уряд й до сьогодні вимагає від Чилі вільного виходу до океану.

### Останні роки ліберальної республіки

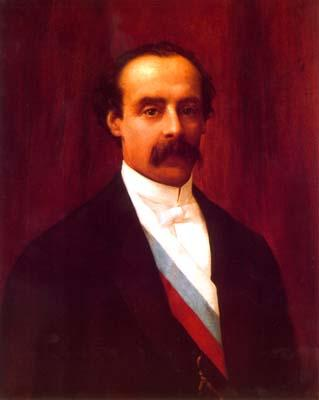
Хосе Мануель Бальмаседа, останній президент Ліберальної республіки

Після Тихоокеанської війни територія Чилі значно розширилася. У той же час в 1881 році була остаточно підкорена Арауканія, де чилійський уряд створив систему фортець для забезпечення свого контролю. В 1888 році Чилі здобула контроль і над островом Пасхи. Проте і втратила деякі ділянки окупованої перуанської території і частину східної Патагонії, яка відійшла до Аргентини згідно з договором 1881 року. За новим договором, кордон між Чилі та Аргентиною пройшов вододілом Анд.
Територіальні придбання викликали швидкий економічний ріст країни, перш за все видобутку селітри, що вивело Чилі з економічної кризи 1870-х років. Багато європейських, перш за все британських, компаній активно інвестували в гірничу промисловість півночі країни. В 1880-х роках селітра — «біле золото» наповнювало 75 % бюджету країни.
За часів президентства Хосе Мануеля Бальмаседи (з 1886 року) була споруджена найкраща на континенті система залізниць, був побудований віадук Маєко (Malleco).
Проте між лібералами назрівав розкол. Він досяг апогею, коли в 1891 році парламент відмовився ухвалити запропонований президентом бюджет країни. У відповідь 1 січня 1891 року президент заявив про продовження дії попереднього бюджету та розпустив парламент на три місяця. Того ж дня парламент оголосив президентські дії незаконними та звільнив його з посади. Тоді як командування флоту підтримало парламент, командування армії підтримало президента, що призвело до початку громадянської війни.

### Громадянська війна і парламентська республіка

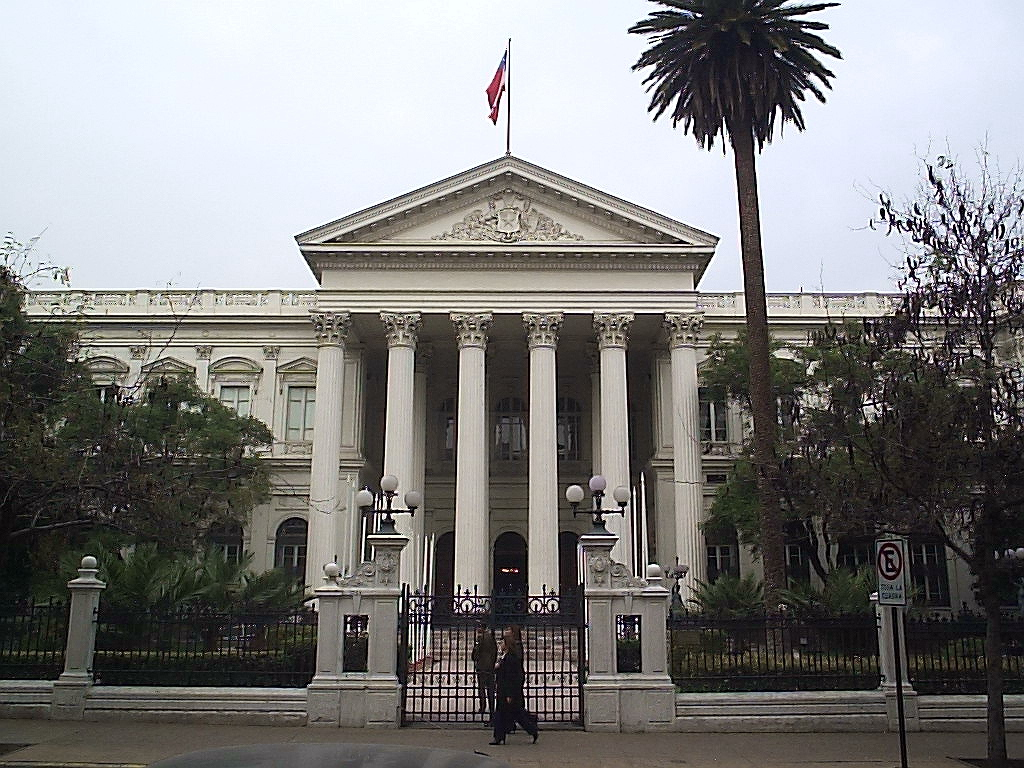
Будівля Національного конгресу Чилі, 1973 рік

Протягом громадянської війни 1891 року силам парламенту вдалося завдати дві великі поразки президентським прихильникам: в битві при Конконі (Concón, 20 серпня) і в битві при Пласії (Placilla, 28 серпня), і вже в серпні вони взяли Сантьяго. Бальмаседа укрився в аргентинському посольстві, і 19 вересня 1891 року, наступного дня після закінчення його президентського терміну, закінчив своє життя самогубством.
Період від громадянської війни до 1925 року в історії Чилі має назву «парламентської республіки». Після короткої, але кровопролитної війни була прийнята нова конституція, що проіснувала до конституційної реформи 1925 року.
Цей період характеризувався домінуванням в політиці олігархії над великими землевласниками, власниками видобувних підприємств і чилійською аристократією. Хоча конституція і не була змінена, Національний конгрес домінував в політиці, тоді як президент перетворився на представницьку фігуру без права прийняття важливих рішень без ухвалення парламентом, та позбавлений можливості проведення важливих реформ. Кабінети міністрів формувалися і розпускалися конгресом із частою зміною міністрів, що заважало їхній ефективній роботі. Наприклад, протягом п'ятирічного президентства Германа Рієско було змінено 17 кабінетів і 73 міністрів.

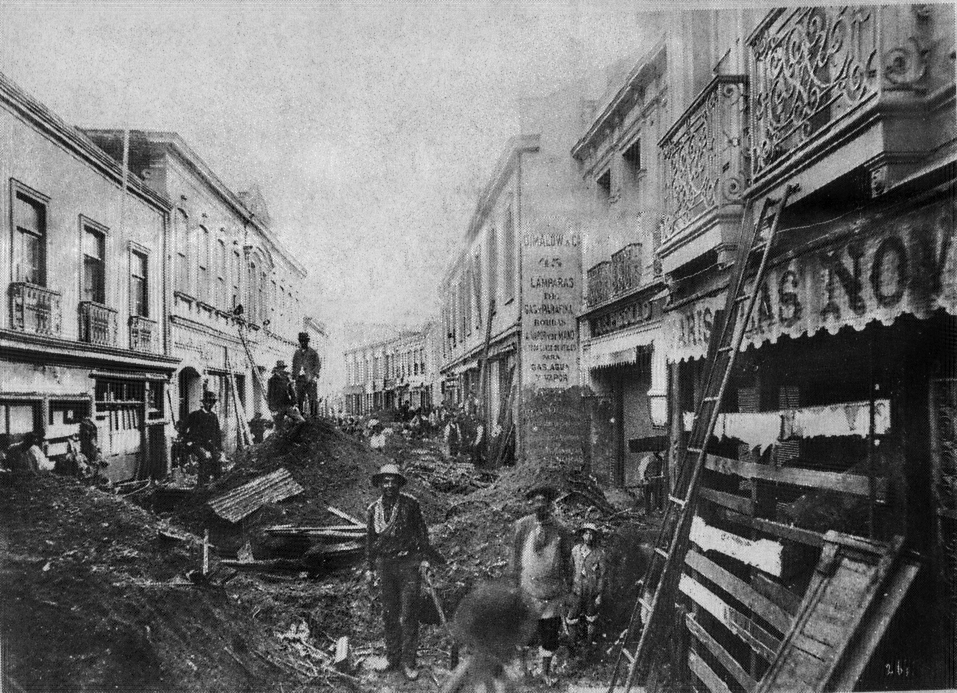
Вальпараїсо після землетрусу 1906 року

Однак, попри політичну нестабільність протягом цього періоду, економіка країни успішно розвивалася, перш за все через доходи від продажу селітри, що дозволило спорудження, наприклад, Трансандійської залізниці і Національного музею витончених мистецтв, святкування століття незалежності країни тощо.
Проте, економіка значно постраждала, коли 16 серпня 1906 року сильний землетрус, а після нього і цунамі майже повністю знищили місто Вальпараїсо, внаслідок чого загинуло близько 20 тисяч осіб.
На міжнародній арені, за британським посередництвом, булі вирішені прикордонні суперечки з Аргентиною щодо південної частини Андського регіону через те, що лінії кордону по вододілу, які захищала Чилі, і по найвищих вершинах, які пропонувала Аргентина, не збігаються у цьому районі. В той же час обидві країни та Бразилія підписали пакт ABC (за першими буквами назв країн), ціллю якого було сприяння економічній кооперації між країнами регіону та зменшення впливу США.
Протягом Першої світової війни Чилі залишалася нейтральною.
Цей період також характеризувався значною імміграцією до країни та її урбанізацією, що призвели до збільшення активності робітничого руху. Велику увагу привертала значна кількість нещасних випадків на промислових підприємствах та жорстокі заходи, якими уряд придушував народні виступи, наприклад різанина в школі Санта-Марія-де-Ікіке. У відповідь почали створюватися профспілки та була заснована Соціалістична Робоча Партія.
В 1920 році виникла дуже напружена соціальна ситуація. Обраний в 1920 році президент Артуро Алессандрі спробував запровадити закони, які збільшували рівень соціального захисту, проте не зумів провести їх через конгрес. Військовий виступ проти політики конгресу в 1924 році, Ruido de sables, змусив парламент прийняти нові закони. Проте Алессандрі відмовився бути маріонеткою військових і залишив свою посаду. Хоча конгрес і відмовився визнати його відставку, Алессандрі залишив країну і виїхав до Італії. У його відсутність владу в країні захопила військова хунта, яка 11 вересня 1924 року розпустила конгрес. Генерал Карлос Ібаньєс дель Капмо, що в 1925 році очолив хунту, домігся повернення Алессандрі, якому була надана можливість складення нової конституції країни, і який 20 березня 1925 року знову був обраний на президентську посаду. Нова конституція, прийнята 18 вересня 1925 року, надавала більшу владу президентові, що поклало кінець парламентській республіці.

## Президентська республіка

### Між світовими війнами

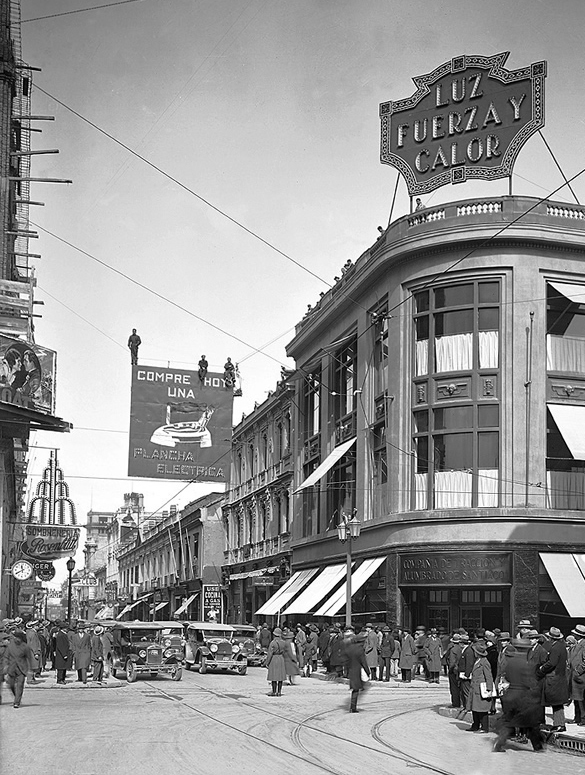
Центр Сантьяго в 1929 році

Нова конституція Чилі, розроблена Алессандрі, була прогресивнішою, ніж попередня, і діяла в країні до 1980 року. Проте, сам Алессандрі не зумів підтримати єдність союзного ліберально-радикального уряду. В результаті його колишній союзник Карлос Ібаньєс дель Капмо, на той час міністр оборони, очолив воєнний переворот і захопив владу в країні. Диктатура не була тривалою, і наступного року, після формального закінчення терміну Алессандрі, були проведені нові президентські вибори. Президентом був обраний Еміліано Фіґуероа Ларраїн, хоча дійсну владу в країні зберігав популярний Ібаньєс дель Кампо, який сам формально став президентом після відставки Ларраїна в 1927 році. Хоча в 1931 році з великим відривом переміг кандидат Радикальної партії Хуан Естебан Монтеро, численні революційні виступи в країні змусили його залишити посаду в 1932 році, а президентом знову був обраний Алессандрі.
1934 року розпочалося значне за своїми наслідками та кількістю учасників селянське повстання в Ранкуйлі. Араукани спробували відвоювати деякі території, що раніше належали їм. Лише за допомогою регулярної чилійської армії повстання вдалося придушити.

### Правління радикалів
Після закінчення терміну Алессандрі в 1938 році (і до 1952 року) влада перейшла до радикальних сил, що сприяли збільшенню впливу держави на економічне життя країни.
На початку 1930-х років в Латинській Америці значно поширився фашизм. На противагу йому в 1936 році в Чилі було створено антифашистський Народний фронт, до якого долучилася Радикальна партія на чолі з Педро Аґірре Серда. Наступного року було створено фашистське об'єднання «Національна Фаланга». 1938 року напередодні президентських виборів до антифашистського Народного фронту приєдналися Соціалістична, Комуністична, Демократична, Радикальна Соціалістична партії. Політичне протистояння ставало дедалі сильнішим, помітнішим і жорстокішим: під час планування замаху на президента поліцією було вбито групу активістів національно-соціалістичної молоді в будинку соціального страхування. 1938 року національно-соціалістичний рух робить спробу захопити владу в державі шляхом заколоту, що призводить до різанини з великою кількістю жертв. 1941 року антифашистський Народний фронт припинив своє існування через незгоду соціалістів з пактом Сталіна і Гітлера, а також через смерть Аґірре.
1939 року в ніч з 24 на 25 січня при землетрусі в Чильяні загинуло 25 тис. з 41 тис. жителів міста. Сьогодні Чильян є містом з суто сучасними будинками, оскільки усі історичні будівлі були зруйновані внаслідок землетрусу.
Під час Другої світової війни Чилі — частково через те, що великий відсоток населення складали німці — довго залишалася нейтральною, проте 1944 року президентом Хуаном Антоніо Ріосом, представником Радикальної партії, було прийнято рішення про вступ Чилі у війну на боці союзників. Проте участь Чилі у війні була дуже незначною. 1945 року Чилі стала однією з країн-засновниць Організації Об'єднаних Націй.
Під час правління радикалів в країні значно покращилася освіта, були створені сотні нових шкіл та десятки університетів. За допомогою кредитів, отриманих від США в подяку за вступ у війну проти Німеччини, та жорсткої протекціоністської політики уряду почала підніматися чилійська промисловість. Протягом правління останнього президента-радикала Ґабріеля Ґонсалеса Відели була заборонена Комуністична партія Чилі та розірвані дипломатичні відносини з СРСР та країнами Варшавського договору. Сотні відомих комуністів, серед яких був і сенатор, письменник і майбутній нобелівський лауреат Пабло Неруда, вирушили у вигнання.

### Зародження масової політики

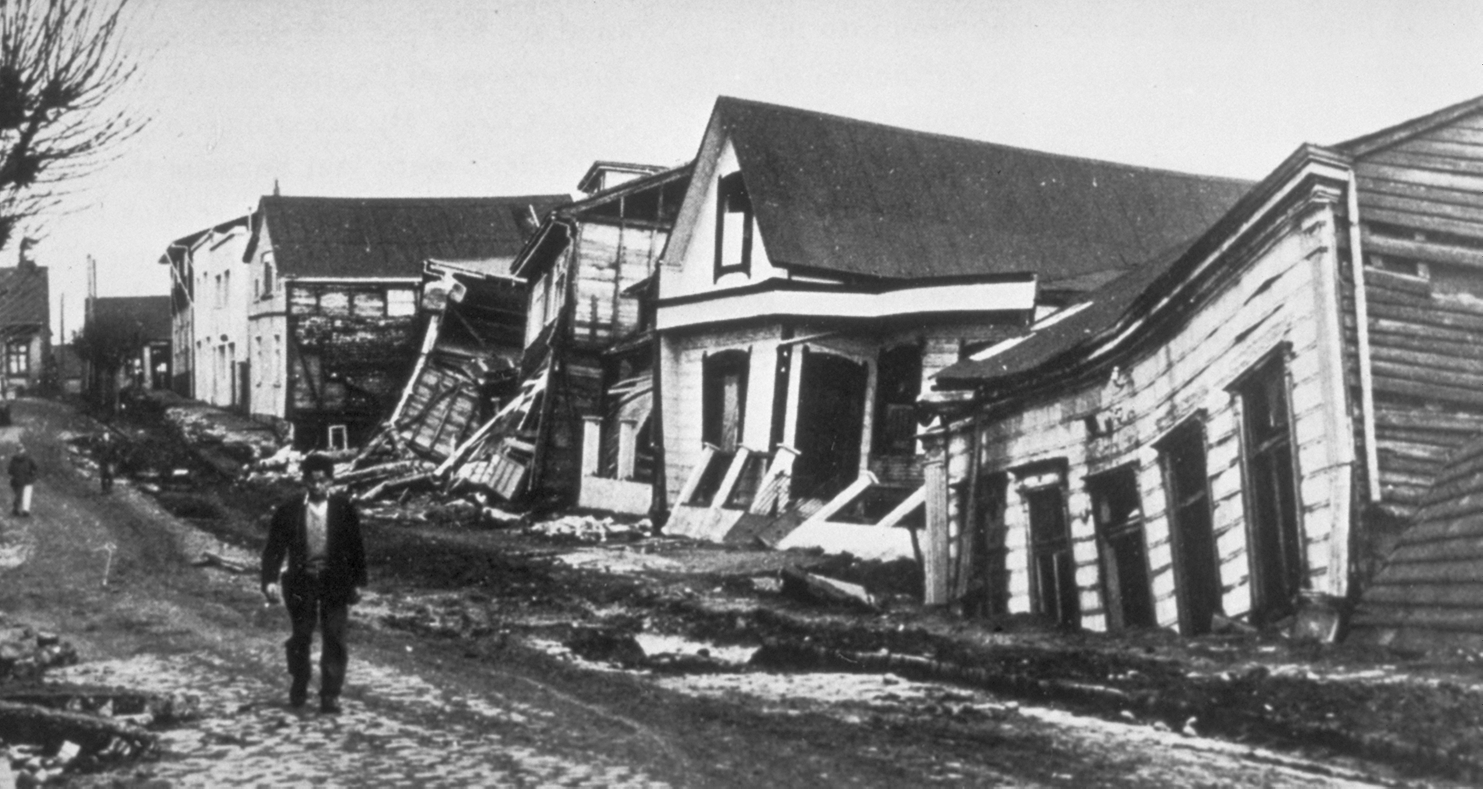
Вальдивія після землетрусу 22 травня 1960 року

У 1950-х роках на політичній арені головними силами були Радикальна партія, Соціалістична партія та союз лібералів і консерваторів, на хвилі протиріч між якими президентом в 1952 році знову став незалежний кандидат Карлос Ібаньєс. Проте він вже був достатньо старим і залишив владу своєму кабінету міністрів. В цей час була відмінена скасована заборона Комуністичної партії. Намагаючись стримати інфляцію, уряд заморозив ціни, що викликало припинення економічного росту та численні протести в країні. Хоча наступними президентами були представники консерваторів та ліберальних демократів, все більшу силу набирала об'єднана лефтистська коаліція — «Фронт народної дії» (FRAP).
В цей період Чилі постраждала від двох послідовних землетрусів, 21 травня 1960 року та наступного дня, відомого як Великий чилійський землетрус, під час якого загинуло від 2 до 5 тис. людей. Були практично цілком зруйновані міста Пуерто-Сааведра, Вальдивія, Осорно, Пуерто-Монтт та Анкуд. Вальдивія була повністю евакуйована, тому що зсуви загрожували перекрити стік озера Ріньіуе.

### Президентство Альєнде

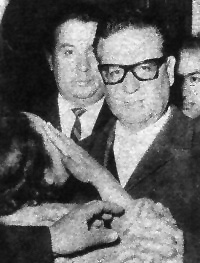
Сальвадор Альєнде, 1964 рік

На президентських виборах 4 вересня 1970 року перемогу вперше здобув кандидат-соціаліст Сальвадор Альєнде. Він отримав лише 36,6 % голосів, лише на 36 тис. голосів більше, ніж наступний кандидат християнсько-демократичних сил. Альєнде пообіцяв християнським демократам збереження конституційного ладу, тому вони підтримали його обрання і кандидатура Альєнде була затверджена парламентом. Політичний блок Альєнде «Народна єдність» раніше ніколи не мав більшості у конгресі, а Альєнде називають першим у світі марксистським главою держави, який був обраний демократичним шляхом.
Альєнде розпочав масову націоналізацію підприємств в Чилі та збільшив втручання держави (і до нього дуже значне) в економіку країни. Крім того, продовжилася розпочата попереднім урядом програма перерозподілу земель.
Хоча економіка під час перших років правління Альєнде демонструвала значний ріст, значно збільшилася інфляція, зокрема через зростання мінімальної заробітної плати та падіння світових цін на мідь. В результаті економічний ріст змінився падінням, що викликало хвилю страйків та протестів у всій країні.
Наприкінці 1972 — на початку 1973 років ситуація в країні вкрай дестабілізувалася, країна розділилася на прихильників та супротивників Альєнде. Християнські демократи перейшли в опозицію до уряду, в усій країні відбувалися численні страйки, підтримані, зокрема, урядом США.

## Період диктатури Піночета
В результаті перевороту 1973 року до влади прийшла військова хунта під керівництвом генерала Августо Піночета. Хоча власне переворот відбувся зі згоди парламенту, після нього Піночет відмовився провести демократичні вибори та почав керувати країною як диктатор.

### Консолідація країни

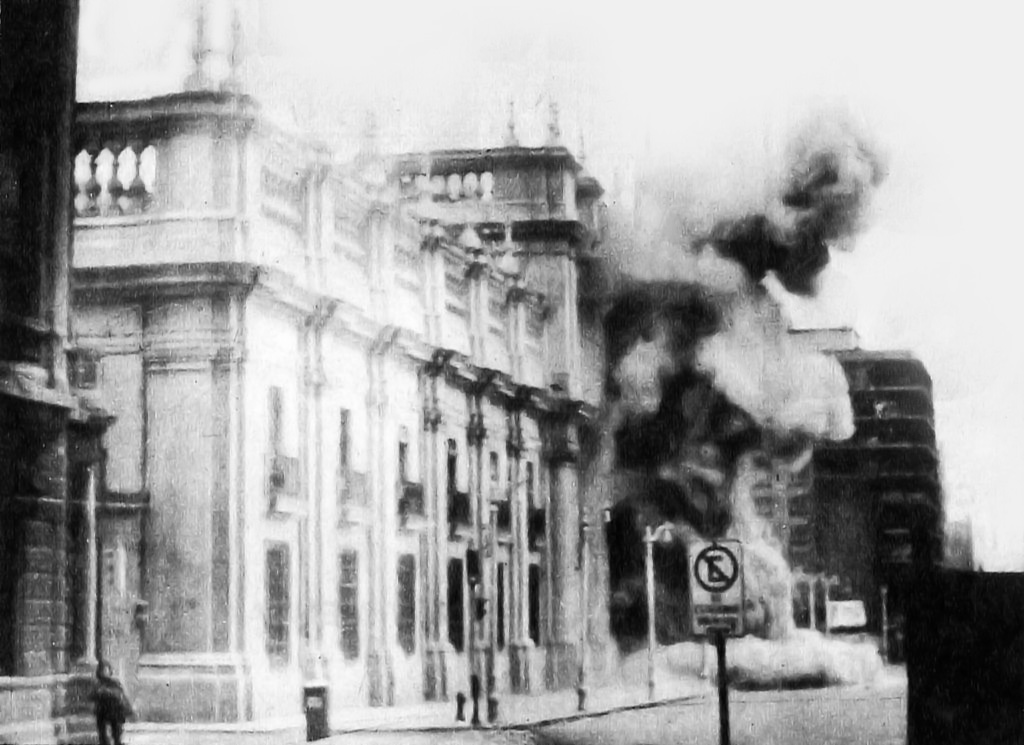
Штурм президентського палацу (La Moneda) під час перевороту 1973 року.

Протягом першого періоду правління (1973—1976) Піночету вдалося консолідувати країну та забезпечити порядок. Проте, цього було досягнуто за рахунок вкрай репресивних заходів: припинення дії Конституції, розпуску Конгресу, на всі потенційно критичні політичні публікації була накладена сувора цензура, були заборонені політичні партії, страйки та масові виступи. Зміни не торкалися лише юридичної влади. В країні відбувались жорстокі розправи над потенційними ворогами: представниками лівих сил, культурними, мистецькими діячами, високоосвіченими людьми. Настав період масового порушення прав людини. За даними комісії з розслідування, що була створена після падіння диктаторського режиму, було вбито близько 3 200 осіб, 29 тис. заарештовані (для чого було створено шість концентраційних таборів), близько 200 тис. затримані тимчасово, залишили країну або були безпосередніми членами сімей репресованих.
В той же час була проведена реформа адміністративного поділу країни (були створені «регіони» на додаток до провінцій) та відбулася деяка лібералізація в економіці. У підсумку, за рахунок притоку іноземного капіталу відбувся значний економічний ріст, хоча і значно збільшилося соціальне розшарування суспільства. Так, якщо у 1972 році 5 % найбагатших чилійців отримували 25 % національного доходу, у 1975 році вони отримували вже 50 %. При цьому 60 % населення не могли дозволити собі достатнього харчування. Значну роль у політиці відігравали олігархи та великі міжнародні компанії, що використовували свій вплив для отримання величезних доходів.

### Економічна криза

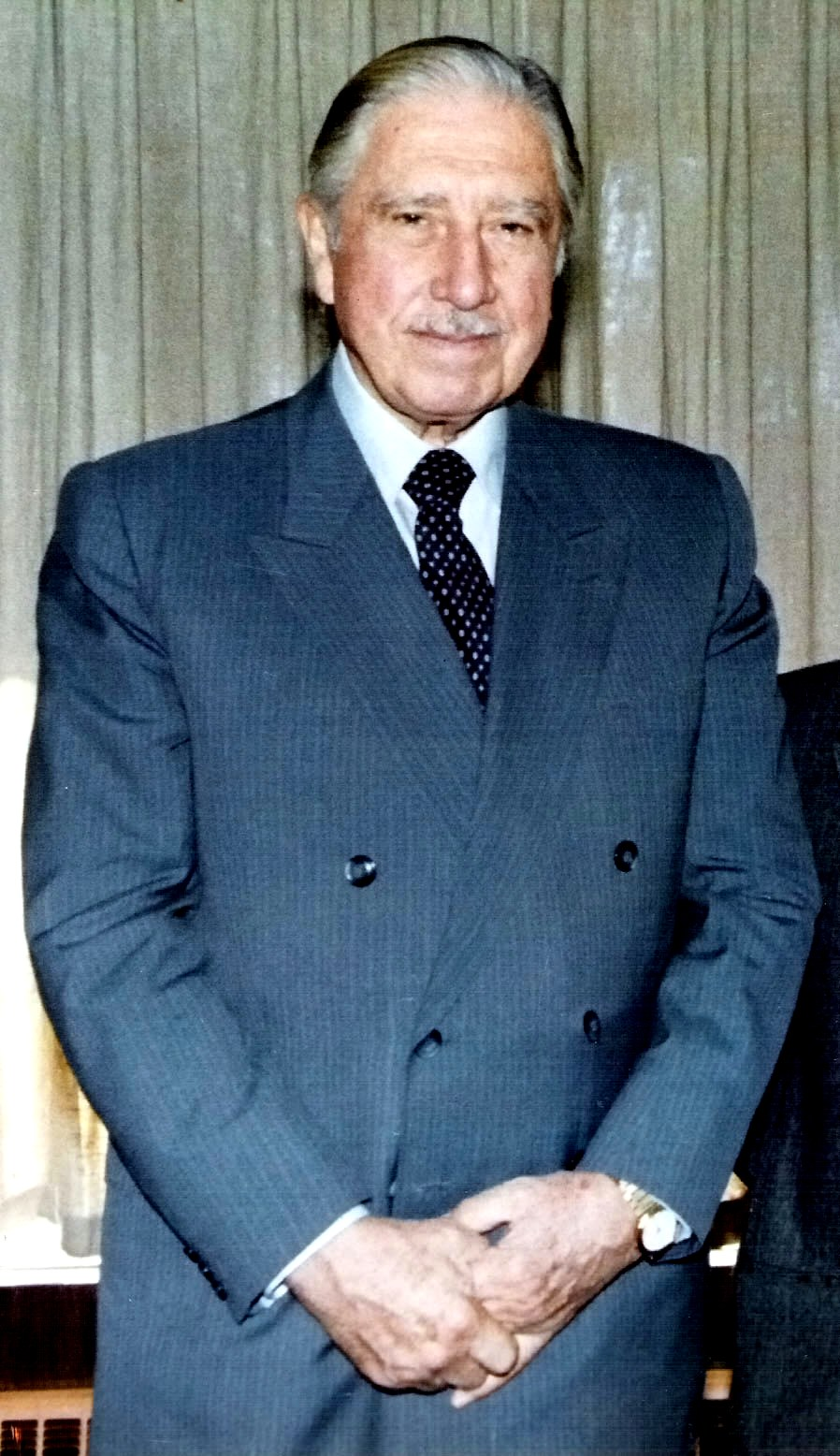
Августо Піночет

Попри економічний ріст на початку правління Піночета, за кілька років ситуація змінилася. Наприкінці 1970-х — на початку 1980-х років спроби утримати фіксований обмінний курс для задоволення потреб іноземних корпорацій викликали значний приплив товарів з-за кордону і падіння внутрішнього виробництва. 1982 року ВВП різко знизився на 14 %, а безробіття сягнуло 33 %, інфляція в країні сягнула 1000 % на рік.
1985 року на посаду міністра фінансів був призначений Ернан Бучі, якому вдалося дещо покращити ситуацію за рахунок проведення банківської і податкової реформ та активної приватизації. До кінця 1980-х років інфляція знизилася до 10 %, а ріст збільшився до 5 % на рік.

### Конфлікти з Аргентиною
У січні 1978 року почалися воєнні конфлікти між Аргентиною і Чилі, першим став так званий «Бігл-конфлікт». Він розпочався через острови Леннокс (Lennox), Піктон (Picton) і Нуева (Nueva) в районі протоки Бігл, у першу чергу через те, що на цих територіях залягали значні поклади нафти. Суперечку між країнами вдалося вирішити мирно за посередництва Ватикану, і 2 травня 1985 року було підписано договір, за яким усі три острови переходили у володіння Чилі.
У період Фолклендської війни 1982 року Чилі надавали пасивну підтримку Великої Британії у війні проти Аргентини, підставою чого були погрози останньої у 1978 році застосувати зброю проти Чилі. Чилійська влада дала дозвіл на посадку британського військового літака і гарантувала його безпеку. Чилі також допомагала Великій Британії у наданні інформації, отриманої за допомогою радарних установок та шпіонажу. Таємна співпраця цих двох країн згодом була оприлюднена колишнім чилійським командувачем повітряних сил Фернандо Матеєм.

### Перехід до демократії

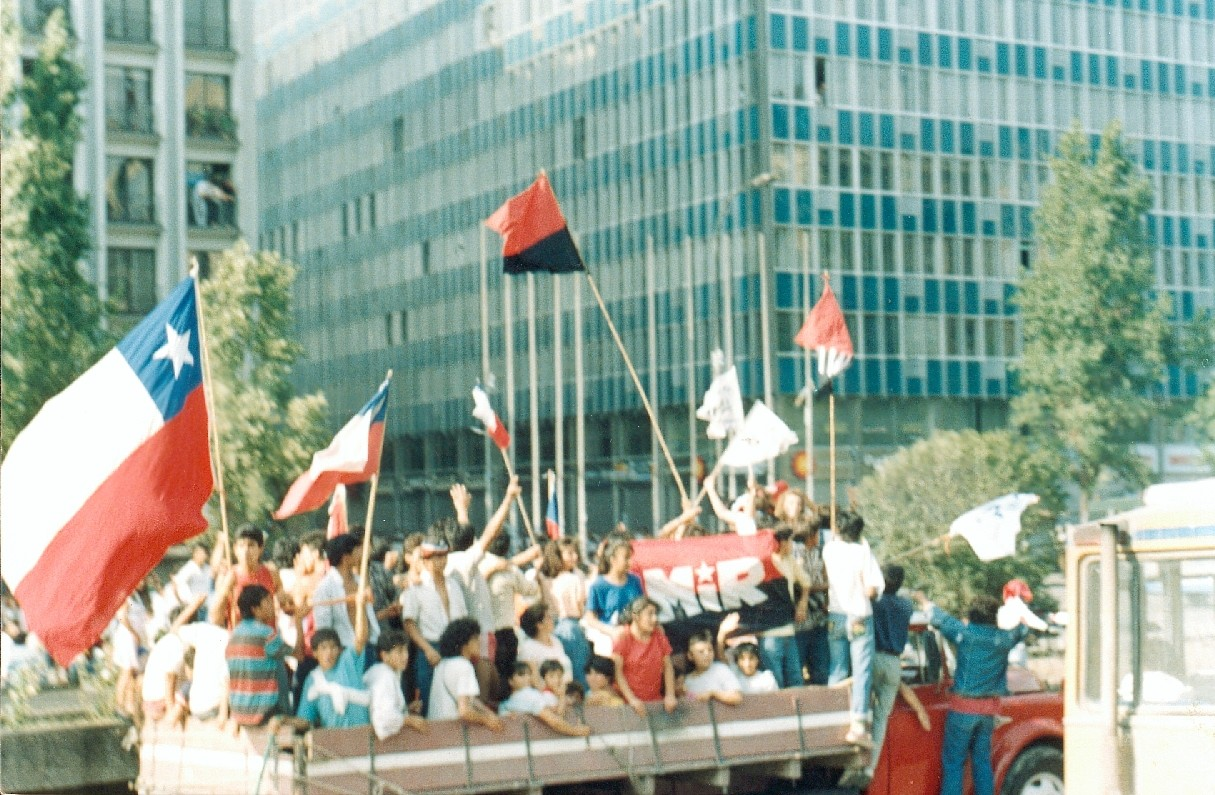
Святкування провалу переобрання Піночета на вулицях Сантьяго

1980 року на референдумі була прийнята нова конституція, що набула сили у 1981 році та передбачала проведення виборів в 1988 році. В 1987 році хунта розпочала перші кроки у напрямку до демократизації та дозволила діяльність політичних партій. Вибори були дійсно проведені в 1988 році, на них Піночет виступив єдиним кандидатом. Група підтримки складалася з представників уряду, партій «Національне відновлення» і «Союзу незалежних демократів», опозиція була об'єднана в «Коаліцію за „НІ“» (Concertación de Partidos por el NO), що пізніше стала відома як «Коаліція за демократію» (Concertación de Partidos por la Democracia або «Консертасьйон»), Комуністична партія залишалася забороненою. Голосування відбулося 5 жовтня 1988 року, на ньому Піночета підтримали 44,01 % виборців, 55,99 % проголосували проти.
В результаті, після паузи на кілька днів (вважають, що він оцінював можливості відміни результатів голосування), Піночет розпочав демократизацію країни, підготував свій відхід від влади, та в 1989 році дозволив проведення демократичних президентських і парламентських виборів, які були проведені 14 грудня того ж року. На виборах президента з 55,17 % голосів переміг кандидат від «Консертасьйон» Патрісіо Айлвін, в парламенті «Консертасьйон» також отримала більшість (56,8 % місць).

## Демократична Чилі

### Президентство Айлвіна (1990— 1994)

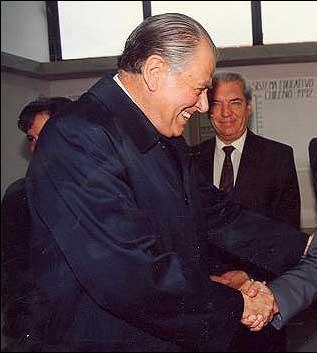
Патрісіо Айлвін

Патрісіо Айлвіну, лідеру партії християнських демократів, який посів президентську посаду в 1990 році, довелося працювати в умовах, коли все ще існувало багато залишків військового режиму. Хоча «Консертасьйон» і мав більшість у палаті депутатів, призначення сенаторів значно гальмувало будь-які реформи. Піночет все ще залишався на посаді головнокомандувача чилійською армією, яка зберігала значну політичну активність, і Айлвін був змушений керувати країною дуже обережно. Проте, він все ж таки організував урядову комісію, яка розслідувала злочини періоду диктатури.
Збільшення доходів чилійської економіки за рахунок збільшення експорту міді та сільськогосподарської продукції дозволили Айлвіну знизити податки та розпочати програму поступового перерозподілу державних доходів з ціллю зменшення соціальної нерівності, за часів його правління відсоток населення з рівнем бідності зменшився з 38,75 % до 27,5 %. Айлвін вперше визнав права тубільного населення та створив урядову організацію Національну корпорацію розвитку тубільного населення (CONADI). Також був створений «Фонд солідарності та соціальної інверсії» (FOSIS) з метою формування соціальної політики уряду.

### Президентство Фрея (1994— 2000)

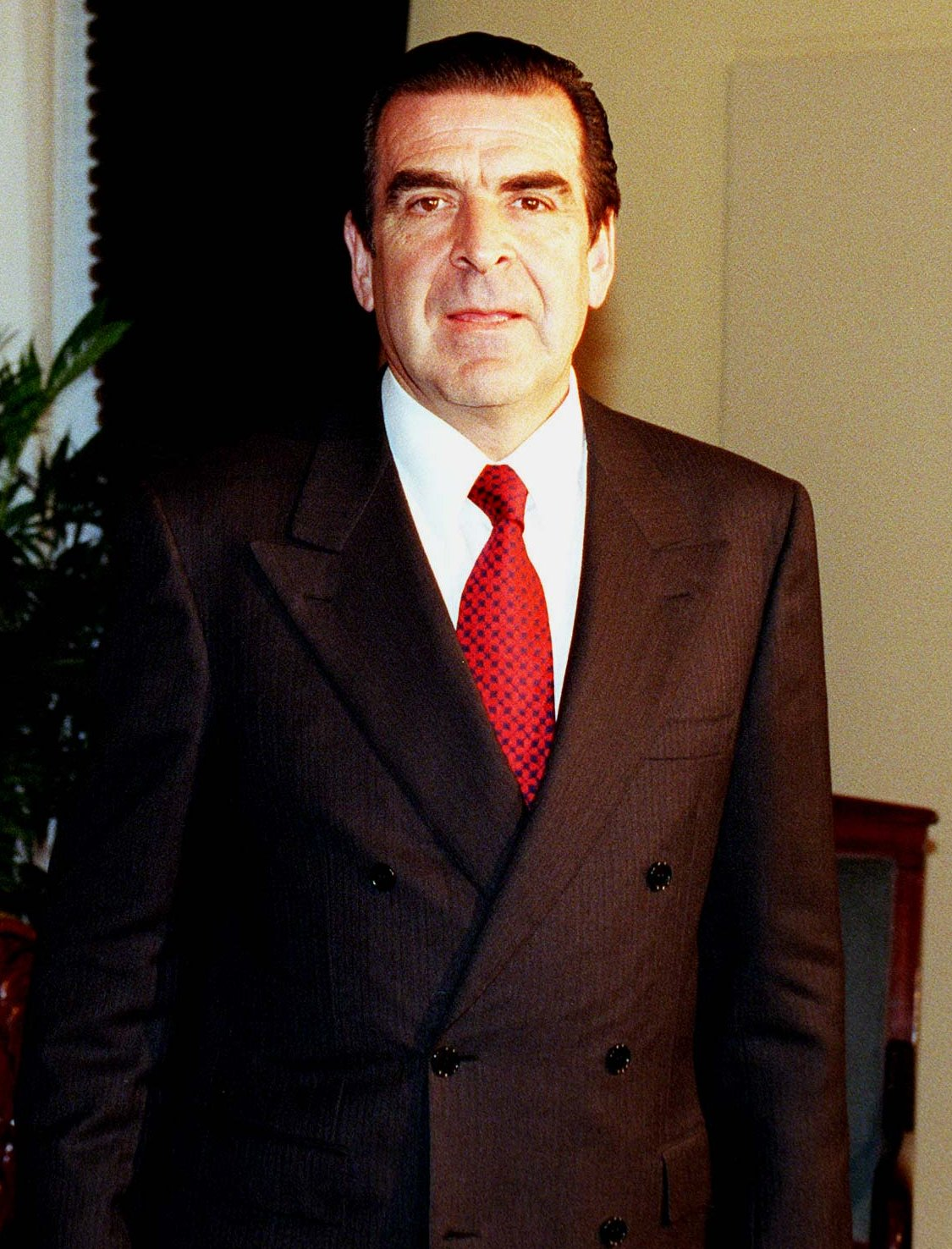
Едуардо Фрей Руїс-Тагле

В 1993 році були проведені нові національні вибори, на яких оновилася Палата депутатів і половина Сенату. Новим президентом став кандидат від «Консертасьйон», християнський демократ Едуардо Фрей Руїс-Тагле, син колишнього президента Едуардо Фрей Монтальва, що переміг з 58,01 % голосів. Його супротивник, кандидат від Союзу за Прогрес, отримав лише 24,3 % голосів.
Під час президентства Фрея економіка продовжила ріст, що досягав 8 % на рік. Покращилися відносини Чилі з іноземними державами, досить прохолодні після панування диктаторського режиму, розпочалися переговори щодо приєднання до НАФТА і був підписаний договір про асоційоване членство в МЕРКОСУР. Були остаточно вирішені проблеми кордону з Аргентиною (щодо озера Десьєрто і Льодового поля Південної Патагонії). Чилі розпочала переговори про зону вільної торгівлі з Європейським Союзом та вступила до АТЕС. Відсоток населення з рівнем бідності знизився до 21,7 %.

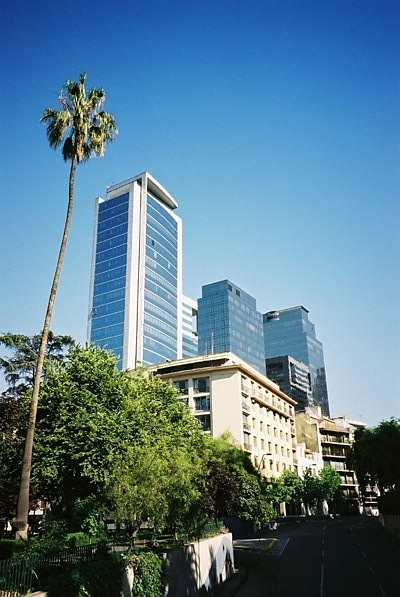
Центр сучасного Сантьяго

Проте, цей період не обійшовся і без проблем: на економічний розвиток вплинула азійська криза 1997 року, значно погіршала екологічна ситуація у великих містах, перш за все в Сантьяго. «Білий землетрус» 1995 року, що вразив південь Чилі, призвів до зупинки ряду електростанцій і проблем з постачанням електроенергії до головних міст країни. Руйнівний ефект мали і зливи 1997 року в центральному та південному районах Чилі та новий землетрус того ж року.
В 1998 році виникла міжнародна криза через арешт в Лондоні Августо Піночета за запитом іспанського та швейцарського урядів, який після залишення посади головнокомандувача отримав місце сенатора без права звільнення до кінця його життя. В Чилі праві партії організували масові акції протесту проти арешту Піночета та викликали соціальну напругу через підтримку арешту прихильниками правлячої коаліції. Хоча Палата Лордів Великої Британії і скасувала дипломатичну недоторканість Піночета, йому було дозволено повернутися до Чилі через проблеми зі здоров'ям.
У цей же період збільшилася популярність опозиції під керівництвом голови парламенту Хоакіна Лавіна. На виборах 1999 року кандидат від «Консертасьйон» Рікардо Лаґос набрав 47,96 % голосів проти 47,50 % у Лавіна, і лише після другого туру йому вдалося посісти президентську посаду.

### Президентство Лаґоса (2000— 2006)

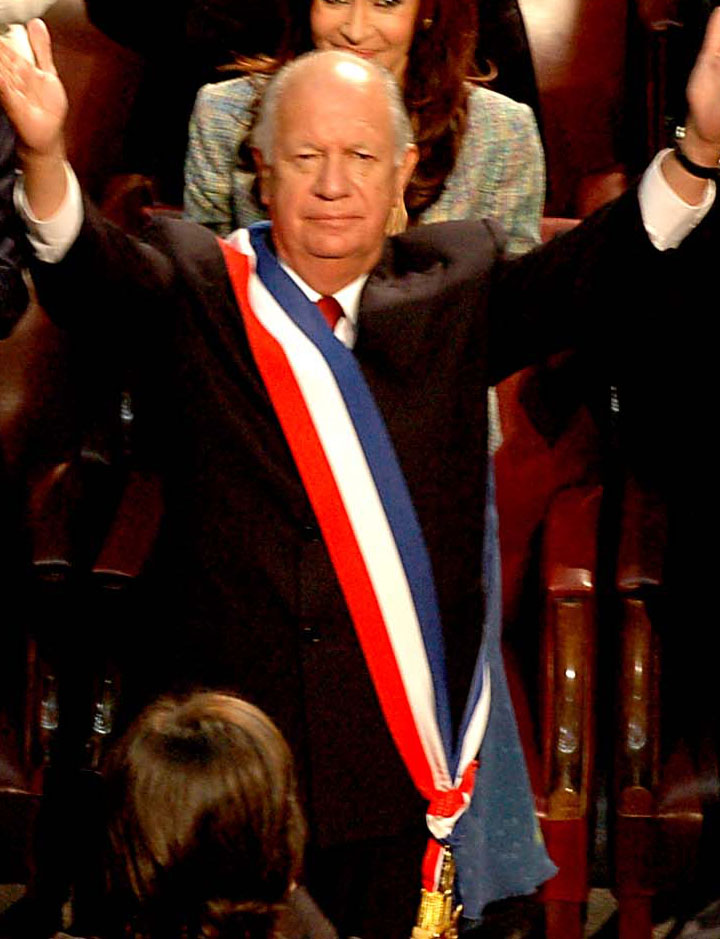
Рікардо Лаґос

Першим завданням соціаліста Лаґоса, який став президентом 11 березня 2000 року, було подолання наслідків азійської економічної кризи та вирішення справи із затриманням Піночета. Також майже одразу після зайняття посади він провів реформу кримінального кодексу. Реформи Лаґоса проходили важко, деякі, як економічна реформа, не були підтримані конгресом, а інші, наприклад, реформа системи охорони здоров'я, не були популярними в народі.
Протягом 2001 року також виник великий корупційний скандал після ревізії витрат уряду міста Ранкаґуа, що залучав кількох урядових посадовців та депутатів від «Консертасьйон». Скандал викликав підозри щодо діяльності уряду Лаґоса та об'єднання опозиції в Альянс за Чилі (Alianza por Chile).
Попри урядову кризу, економічний ріст продовжився, сягаючи від 4 % до 8 % на рік. На міжнародній арені Чилі була тимчасово обрана до Ради безпеки ООН та прийняла важке рішення проголосувати проти вторгнення США до Іраку, попри погіршення відносин зі США. Через наполягання болівійського президента Карлоса Меси надати Болівії вихід до моря погіршали відносини з Болівією, також погіршали стосунки з Аргентиною та Венесуелою. Проте, жорсткий тон у міжнародних відносинах призвів до збільшення популярності Лаґоса серед чилійців, його підтримка зросла до 65 %.
На посаду міністра оборони була призначена Мішель Бачелет, перша жінка в Латинській Америці на такій посаді. Відносини з армією почали покращуватися, уряду вдалося провести та затвердити результати розслідувань комісії Валеча щодо злочинів періоду диктатури. Піночет був звинувачений в багатьох злочинах проти прав людини, проте був визнаний нездатним відповідати через стан здоров'я. Було доведено, що Піночет отримав мільйони доларів допомоги від уряду США, та в 2004 році, зрештою, був заарештований.

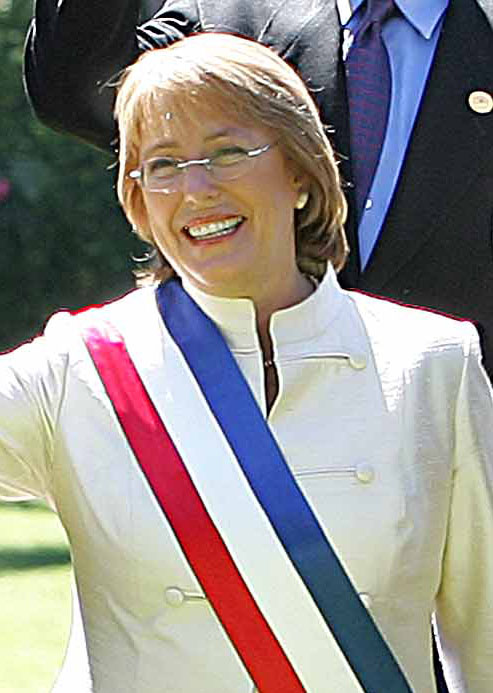
Мішель Бачелет

Протягом правління Лаґоса значно покращилася інфраструктура країни, були збудовані нові автодороги, нові лінії метро в Сантьяго, була запущена нова транспортна система міста Трансантьяго (Transantiago). В політиці підтримка Альянсу за Чилі знизилася, і на муніципальних виборах 2004 року «Консертасьйон» набрав 47,9 % голосів проти 37,7 % в Альянсу. 2005 року була внесена поправка до конституції, що скасовувала призначення сенаторів, і на виборах 2005 року «Консертасьйон» отримав більшість в обох палатах парламенту. На президентських виборах, проте, довелося провести другий тур, в якому також перемогла кандидат від «Консертасьйон» Мішель Бачелет, що змагалася з кандидатом від Альянсу Себастьяном Піньєрою.

### Президентство Бачелет (2006— 2010)
Попри значну популярність у момент обрання, скоро Мішель Бачелет стикнулася зі значними проблемами. Першою стала масові виступи учнів середніх шкіл проти нової реформи, призначеної покращити систему освіти. 30 травня 2006 року протести зібрали від 600 тис. до 1 млн осіб — подія відома як Революція пінгвінів. Протести викликали значні зміни в кабінеті міністрів та кілька кроків уряду з метою заспокоїти акції незадоволення
Неоднозначну оцінку отримали й інші дії уряду, зокрема — скасування заборони абортів та стосунки з венесуельським президентом Уґо Чавесом. Початок роботи системи Трансантьяго 10 лютого 2007 року також виявив значні помилки, допущені при проєктуванні та будівництві системи, що призвело до транспортного хаосу в столиці та викликало нові перестановки в кабінеті міністрів.

### Іспанською
- Encina, Francisco [іспанською] (1984). Historia de Chile desde la Prehistoria hasta 1891. Santiago de Chile: Editorial Ercilla. ISBN 956-10-1405-X.
- Frías Valenzuela, Francisco [іспанською] (1986). Historia de Chile. Desde la Prehistoria hasta 1973. Santiago de Chile: Empresa Editora Zig-Zag, S.A. 11ª edición: noviembre de 1993. ISBN 956-12-0766-4.
- Fuentes, Jordi; Cortés, Lia; Castillo Infante, Fernando; Valdés Phillips, Arturo (1982). Diccionario Histórico de Chile. Santiago de Chile: Editorial Zig-Zag.
- Fuerza Aérea de Chile (2001). Historia de la Fuerza Aérea de Chile. Santiago de Chile: Editorial de la Fuerza Aérea de Chile. Primera edición ISBN 956-7717-02-8.
- Muñoz Salazar, Luis (1992). 500 years: Cronología de Chile 1492–1992. Santiago de Chile. ISBN 9567192013.
- Silva Galdames, Osvaldo (1995). Historia de Chile Ilustrada. Santiago de Chile: COPESA.
- Silva G., Osvaldo (1996). Historia Contemporánea de Chile. México D.F.: Fondo de Cultura Económica.
- Uribe, Armando y Opaso, Cristián (2001). Intervención Norteamericana en Chile [Dos textos claves]. Santiago: Editorial Sudamericana. ISBN 956-262-123-5.
- Vial Correa, Gonzalo [іспанською] (1996). Historia de Chile, (1891–1973). Santiago de Chile: Editorial Zig-Zag.
- Villalobos, Sergio [іспанською] (1979). Historia de Chile. Santiago de Chile: Editorial Universitaria.
- Villalobos, Sergio (1980). Historia del Pueblo Chileno. Santiago de Chile: Editorial Zig Zag.

### Англійською
- Paul Drake et al., Chile: A Country Study (Library of Congress, 1994).
- Brian Lovemen, Chile: The Legacy of Hispanic Capitalism, 3rd. ed., (Oxford University Press).
- John L. Rector, The History of Chile, (Palgrave Macmillian, 2005).
- Simon Collier and William F. Sater, A History of Chile, 1808—1994, (Cambridge University Press).

### Російською
- Очерки истории Чили. — М, 1967. — 531с.
- Аникин А. С. Внешняя политика Чили. 1938—1967. М., 1974.
- Галкина, А. Д. Чили: борьба за аграрную реформу / А. Д. Галкина. — М, 1972. — 215с.
- Гаранин, Ф. А. Народный фронт в Чили. 1936—1941 / Ф. А. Гаранин. — М, 1973. — 309с.
- Особенности развития чилийской экономики и перспективы российско-чилийского делового сотрудничества. М., 1992.
- Сергеев Ф. М. Гестапо Пиночета. М., 1987.
- Сергеев Ф. М. Чили: анатомия заговора / Ф. Сергеев. — М.: Междунар. отношения, 1986. — 189 с.
- Уроки Чили / Кудачкин М. Ф. — М, 1977. — 408с.
- Чили от диктатуры к демократии / [Бойко П. Н., Королев Ю. Н., Питовранова Н. Е. и др.; Редкол.: В. В. Вольский (отв. ред.) и др.]; АН СССР, Ин-т Латин. Америки. — М.: Наука, 1991. — 181с. — ISBN 5-02-010547-3
- Пошук у каталозі бібліотеки Максимовича